# Sean Connery
Sir Thomas Sean Connery (sinh ngày 25 tháng 8 năm 1930 - mất ngày 31 tháng 10 năm 2020) là một cựu diễn viên và nhà sản xuất phim người Scotland. Ông được biết đến nhiều nhất với tư cách là diễn viên đầu tiên thể hiện nhân vật James Bond tham gia bảy phần phim Bond (mỗi phim từ Dr. No đến You Only Live Twice, cộng với Diamonds Are Forever và Never Say Never Again) từ năm 1962 đến 1983.
Connery đã tham gia các tác phẩm truyền hình và sân khấu nhỏ hơn trước khi chuyển sang đóng các bộ phim Bond. Ông trở thành một diễn viên chính với thành công khi đóng vai này. Các phim của ông còn có Marnie (1964), Murder on the Orient Express (1974), The Man Who would Be King (1975), The Wind and the Lion (1975), A Bridge Too Far (1977), Highlander (1986), The Name of the Rose (1986), The Untouchables (1988), Indiana Jones and the Last Crusade (1989), The Hunt for Red October (1990), Dragonheart (1996), The Rock (1996) và Finding Forrester (2000)). Connery từ giã nghiệp diễn vào năm 2006. Thành tích của ông bao gồm một Giải Oscar, hai Giải thưởng BAFTA (một Giải thưởng Học bổng Học viện BAFTA), và ba Giải Quả cầu vàng, bao gồm Giải thưởng Cecil B. DeMille và Giải thưởng Henrietta. Ông đã nhận được giải thưởng thành tựu trọn đời ở Mỹ với Danh dự Trung tâm Kennedy vào năm 1999. Connery đã được phong tước Hiệp sĩ trong Danh hiệu Năm mới 2000 cho các đóng góp trong phim chính kịch.
Connery đã được The Sunday Herald bình chọn năm 2004 là "Người Scotland còn sống vĩ đại nhất" và trong một cuộc khảo sát EuroMillions năm 2011 là "Kho báu quốc gia còn sống vĩ đại nhất của Scotland". Ông được tạp chí People bình chọn là "Người đàn ông quyến rũ nhất còn sống" năm 1989 và "Người đàn ông quyến rũ nhất thế kỷ" năm 1999.

## Tuổi thơ

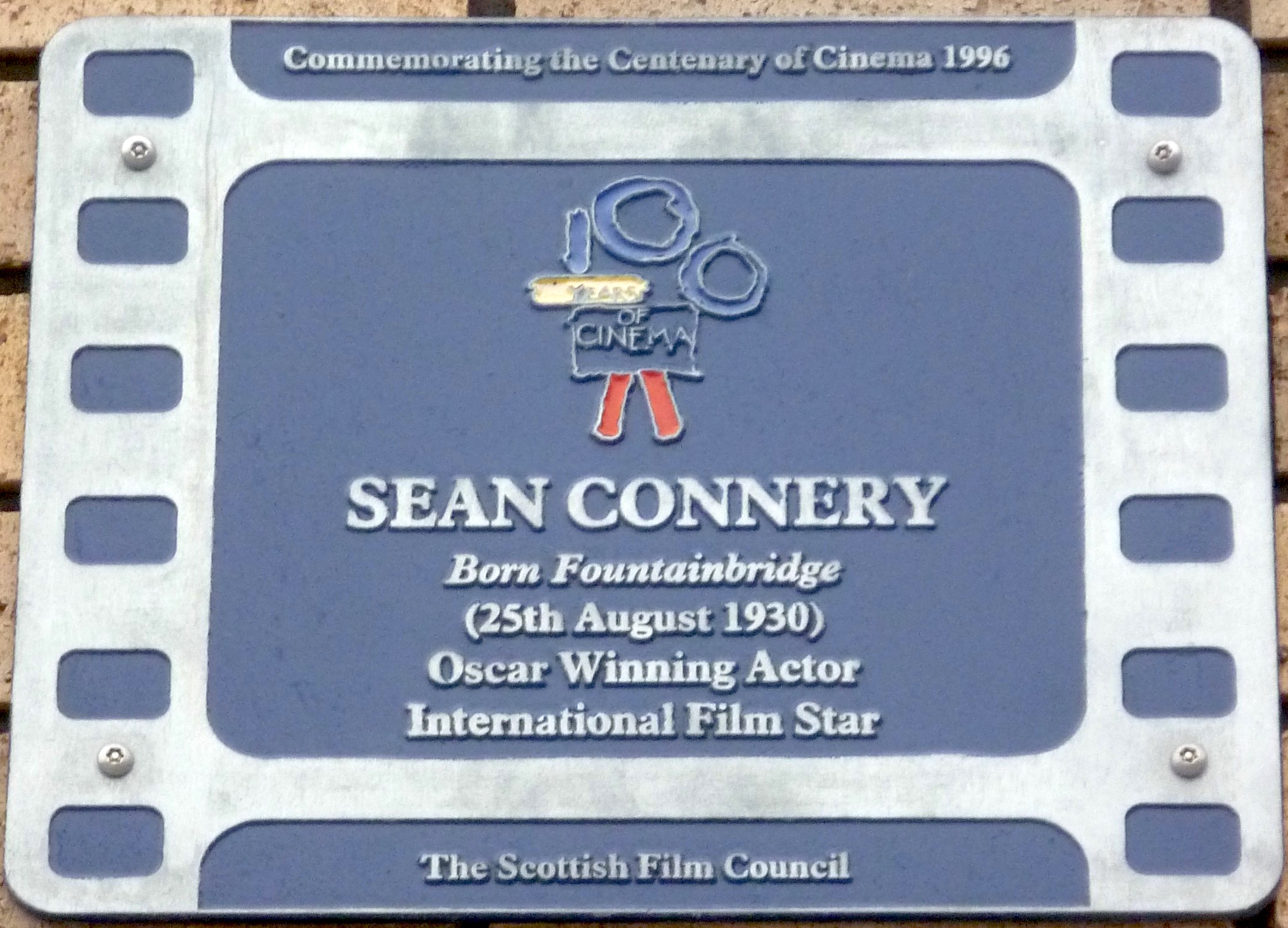
Tấm bảng ghi công Sean Connery gần nơi sinh của ông ở Fountainbridge, Edinburgh.

Thomas Sean Connery, được đặt tên là Thomas theo tên ông nội của mình, sinh ra ở Fountainbridge, Edinburgh, Scotland vào ngày 25 tháng 8 năm 1930. Mẹ ông, Euphemia "Effie" McBain McLean, là một phụ nữ chuyên làm việc dọn dẹp. Bà là con gái của Neil McLean và Helen Forbes Ross, và được đặt tên theo mẹ của cha của bà, Euphemia McBain, vợ của John McLean và con gái của William McBain từ Ceres ở Fife. Cha của Connery, Joseph Connery, là một công nhân nhà máy và tài xế xe tải.
Cha mẹ của ông có ông bà nội là những người đã di cư đến Scotland từ Ireland vào giữa thế kỷ 19. Phần còn lại của gia đình Connery là người gốc Scotland, và ông bà ngoại của ông là những người nói tiếng Gaelic Scotland bản địa từ Fife (điều này là bất thường, đối với một người nói ngôn ngữ này), và Uig on Skye. Cha của ông là người Công giáo La Mã, còn mẹ của ông theo đạo Tin lành. Ông có một người em trai, Neil. Connery nói rằng ông được gọi là Sean, tên đệm của ông ấy, rất lâu trước khi trở thành một diễn viên, giải thích rằng khi ông ấy còn trẻ, ông ấy có một người bạn Ailen tên là Séamus và những người biết cả hai đã quyết định gọi Connery bằng tên đệm của Seamus bất cứ khi nào cả hai cùng có mặt. Thời trẻ, ông thường được gọi là "Tommy". Mặc dù thấp bé ở trường tiểu học, nhưng Connery đã phát triển nhanh chóng vào khoảng năm 12 tuổi, đạt đến chiều cao hoàn toàn của người trưởng thành là 6 ft 2 in (188 cm) ở tuổi 18. Thời niên thiếu, Connery được biết đến với biệt danh "Big Tam", và tuyên bố rằng ông đã "mất trinh" vào tay một phụ nữ trưởng thành mặc đồng phục ATS ở tuổi 14. 
Công việc đầu tiên của Connery là bán sữa ở Edinburgh với Hiệp hội Hợp tác xã St. Cuthbert. Năm 2009, Connery nhớ lại cuộc trò chuyện trên taxi:
When I took a taxi during a recent Edinburgh Film Festival, the driver was amazed that I could put a name to every street we passed. "How come?" he asked. "As a boy I used to deliver milk round here," I said. "So what do you do now?" That was rather harder to answer.

 Năm 1946, ở tuổi 16, Connery gia nhập Hải quân Hoàng gia, trong thời gian đó, ông có hai hình xăm, trong đó trang web chính thức của ông nói rằng "không giống như nhiều hình xăm, của ông không phù phiếm – những hình xăm của Connery phản ánh hai cam kết trọn đời của ông: gia đình ông ấy và Scotland.... Một hình xăm là để tưởng nhớ cha mẹ  với nội dung 'Mẹ và bố', và hình xăm còn lại là tự giải thích, 'Scotland muôn năm.' " Connery được đào tạo ở Portsmouth tại trường súng hải quân và trong một cuộc chống Phi hành đoàn máy bay. Sau đó ông được bổ nhiệm làm Thủy thủ trên tàu HMS Formosystem. Connery được giải ngũ khỏi hải quân năm 19 tuổi vì lý do y tế vì bệnh loét tá tràng, một tình trạng ảnh hưởng đến hầu hết nam giới trong các thế hệ trước của gia đình ông.
Sau đó, Connery quay trở lại hợp tác xã, rồi làm công việc lái xe tải, nhân viên cứu hộ tại các phòng tắm ở Portobello, lao động, người mẫu nghệ sĩ cho Đại học Nghệ thuật Edinburgh, và sau lời đề nghị của cựu Mr. Scotland, Archie Brennan,  thợ đánh bóng quan tài. Công việc làm mẫu giúp ông có được 15 shilling một giờ. Nghệ sĩ Richard Demarco, lúc đó là một sinh viên đã vẽ một số bức tranh ban đầu về Connery, mô tả ông là "rất thẳng thắn, hơi nhút nhát, quá đẹp để có thể dùng lời mô tả, một Adonis ảo".
Connery bắt đầu tập thể hình từ năm 18 tuổi, và từ năm 1951 đã tập luyện nặng với Ellington, một cựu huấn luyện viên thể dục trong Quân đội Anh. Trong khi trang web chính thức của anh ấy tuyên bố anh ấy đứng thứ ba trong cuộc thi Mr Universe năm 1950, hầu hết các nguồn đều xếp ông ấy vào cuộc thi năm 1953, hoặc thứ ba trong lớp Junior hoặc không đạt trong phân loại Người cao. Connery nói rằng ông sớm chán nản với việc tập thể hình khi nhận thấy rằng người Mỹ thường xuyên đánh bại mình trong các cuộc thi vì kích thước cơ bắp tuyệt đối và, không giống như Connery, họ từ chối tham gia các hoạt động thể thao có thể khiến họ mất khối lượng cơ.
Connery là một cầu thủ bóng đá nhiệt tình, từng chơi cho Bonnyrigg Rose những ngày còn trẻ. Ông đã được mời thử việc với East Fife. Trong chuyến lưu diễn với South Pacific, Connery đã chơi trong một trận đấu bóng đá với một đội bóng địa phương mà Matt Busby, huấn luyện viên của Manchester United, tình cờ làm tuyển trạch viên. Theo báo cáo, Busby rất ấn tượng với sức mạnh thể chất của Connery và đề nghị Connery một hợp đồng trị giá 25 bảng một tuần (tương đương £882 năm 2023) ngay sau trận đấu. Connery thừa nhận rằng đề nghị này khá cám dỗ, nhưng ông nhớ lại: "Tôi nhận ra rằng một cầu thủ bóng đá hàng đầu có thể hết thời vào năm 30 tuổi, và tôi đã 23. Tôi quyết định trở thành một diễn viên và hóa ra quyết định đó là một trong những quyết định thông minh hơn của tôi."

## Sự nghiệp

### 1950s
Với mục đích kiếm thêm thu nhập, Connery đã làm thêm việc hỗ trợ hậu trường tại Nhà hát King vào cuối năm 1951. Ông bắt đầu quan tâm đến kịch nghệ, và một sự nghiệp đã được khởi xướng. Trong một cuộc thi thể hình được tổ chức tại Luân Đôn năm 1953, một trong những đối thủ đã đề cập rằng các buổi thử giọng đang được tổ chức cho việc sản xuất vở nhạc kịch South Pacific, và Connery đã có được một vai phụ với tư cách là một trong những chàng trai hợp xướng Seabees. Vào thời điểm việc sản xuất đến Edinburgh, ông đã được giao vai diễn của Marine Cpl Hamilton Steeves và học hỏi hai trong số những diễn viên vị thành niên đang nổi bật, và mức lương của anh ấy đã được tăng từ 12 bảng lên 14 bảng 10 shillings một tuần. Việc sản xuất quay trở lại vào năm sau do nhu cầu phổ biến, và Connery được nâng cấp vào diễn vai chính Trung úy Buzz Adams, mà Larry Hagman đã thể hiện trong West End.
Khi ở Edinburgh, Connery là mục tiêu của băng đảng Valdor, một trong những băng nhóm bạo lực nhất thành phố. Lần đầu tiên ông bị họ tiếp cận trong một phòng chơi bi-a, tại đó ông đã không cho họ lấy trộm áo khoác và sau đó bị sáu thành viên băng đảng đi theo đến một ban công cao 15 foot ở Palais. Tại đó Connery đã tấn công trực diện nhằm vào các thành viên băng nhóm này, tóm lấy cổ họng một tên và tóm bắp tay một tên khác và đập đầu chúng vào nhau. Kể từ đó, Connery được cả băng nhóm này đối xử hết sức tôn trọng và nổi tiếng với biệt danh là "kẻ cứng cựa".
Connery gặp Michael Caine lần đầu tại một bữa tiệc trong quá trình sản xuất South Pacificvào năm 1954, và hai người sau đó trở thành bạn thân. Trong quá trình sản xuất South Pacificg tại Nhà hát Opera, Manchester trong giai đoạn Giáng sinh năm 1954, Connery bắt đầu quan tâm nghiêm túc đến sân khấu thông qua nam diễn viên người Mỹ Robert Henderson, người đã cho ông mượn bản sao của các tác phẩm Hedda Gabler, The Wild Duck, và When We Dead Awaken của Henrik Ibsen, và sau đó đưa các tác phẩm của những người như Marcel Proust, Leo Tolstoy, Ivan Turgenev, George Bernard Shaw, James Joyce và William Shakespeare để Connery đọc. Henderson thúc giục ông tham gia các bài học về phân bổ và cho Connery các vai diễn tại Nhà hát Maida Vale ở London. Ông đã bắt đầu sự nghiệp điện ảnh, tham gia diễn xuất trong vở nhạc kịch Lilacs in the Spring năm 1954 của Herbert Wilcox cùng với Anna Neagle.
Mặc dù Connery đã đảm nhận một số vai phụ, ông vẫn phải vật lộn để kiếm sống và buộc phải chấp nhận công việc bán thời gian như một người trông trẻ cho nhà báo Peter Noble và vợ là nữ diễn viên Marianne, công việc này giúp ông có được 10 shilling mỗi tối. Ông gặp nữ diễn viên Hollywood Shelley Winters vào một đêm tại nhà của Noble, người mô tả Connery là "một trong những người Scotland nam tính và quyến rũ nhất" mà cô từng thấy, và sau đó đã dành nhiều buổi tối cùng anh em nhà Connery uống bia. Vào khoảng thời gian này, Connery đang cư trú tại nhà của người dẫn chương trình truyền hình Llew Gardner. Henderson giúp Connery có vai diễn với thu nhập £ 6 một tuần Q Theatre sản xuất vở Witness for Prosecution của Agatha Christie, trong thời gian đó ông đã gặp và trở thành bạn bè với đồng hương Ian Bannen. Tiếp theo vai diễn này là Point of Departure và A Witch in Time at Kew, vai Pentheus đối diện với bạn diễn Yvonne Mitchell trong The Bacchae at the Oxford Playhouse, và một vai đối diện với Jill Bennett trong vở Anna Christie của Eugene O'Neill sản xuất.
Trong thời gian làm việc tại Nhà hát Oxford, Connery đã giành được một vai diễn ngắn như một võ sĩ quyền anh trong bộ phim truyền hình The Square Ring, trước khi được đạo diễn người Canada Alvin Rakoff, người đã giao cho anh nhiều vai diễn trong The Condemned, được quay tại Dover ở Kent. Năm 1956, Connery xuất hiện trong vở kịch Epitaph, và đóng một vai nhỏ như một kẻ lưu manh trong tập "Ladies of the Manor" của loạt phim về cảnh sát Dixon of Dock Green của Đài truyền hình BBC. Tiếp theo là các diễn viên phụ truyền hình trong Sailor of Fortune và The Jack Benny Program.

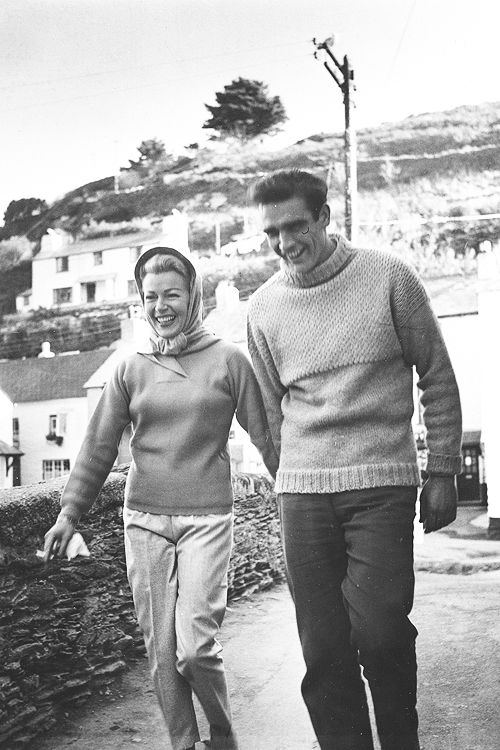
Connery với Lana Turner năm 1957 trên phim trường Another Time, Another Place

Vào đầu năm 1957, Connery đã thuê đại diện Richard Hatton, người đã giúp ông có vai diễn điện ảnh đầu tiên, trong vai Spike, một tên trùm xã hội đen nhỏ tuổi bị chứng khó diễn đạt trong phim No Road Back của Montgomery Tully cùng với Skip Homeier, Paul Carpenter, Patricia Dainton và Norman Wooland. Vào tháng 4 năm 1957, Rakoff – sau khi thất vọng bởi Jack Palance – đã quyết định trao cho nam diễn viên trẻ cơ hội đầu tiên của mình trong một vai chính, và chọn Connery vào vai Mountain McLintock trong bộ phim Requiem For a Heavyweight của Đài truyền hình BBC, phim cũng có sự tham gia của Warren Mitchell và Jacqueline Hill. Sau đó, Connery đóng vai một tài xế xe tải bất hảo, Johnny Yates, trong Cy Endfield 's Hell Drivers (1957) cùng với Stanley Baker, Herbert Lom, Peggy Cummins và Patrick McGoohan. Sau đó vào năm 1957, Connery xuất hiện trong bộ phim hành động MGM kém được đón nhận của Terence Young Action of the Tiger cùng với Van Johnson, Martine Carol, Herbert Lom và Gustavo Rojo; bộ phim được quay tại địa điểm ở miền nam Tây Ban Nha. Ông cũng có một vai nhỏ trong bộ phim kinh dị Time Lock (1957) của Gerald Thomas với vai một thợ hàn, xuất hiện cùng với Robert Beatty, Lee Patterson, Betty McDowall và Vincent Winter; bộ phim này bắt đầu quay vào ngày 1 tháng 12 năm 1956 tại Beaconsfield Studios.
Connery được đóng vai chính trong bộ phim melodrama Another Time, Another Place (1958) với vai một phóng viên người Anh tên là Mark Trevor, vướng vào mối tình ngang trái với Lana Turner và Barry Sullivan. Trong quá trình quay phim, bạn trai gangster có tính sở hữu của ngôi sao Turner, Johnny Stompanato, người từ Los Angeles đến thăm, tin rằng cô đang ngoại tình với Connery. Connery và Turner đã cùng nhau tham dự các buổi trình diễn ở West End và các nhà hàng ở London. Stompanato xông vào phim trường và chĩa súng vào Connery, và bị Connery tước vũ khí và đánh gục anh ta vào lưng. Stompanato sau đó đã bị cấm không được vào phim trường. Hai thám tử của Scotland Yard khuyên Stompanato nên rời đi và hộ tống Connery đến sân bay, và ông lên máy bay trở về Mỹ. Connery sau đó kể lại rằng ông đã phải nằm im trong một thời gian sau khi nhận được những lời đe dọa từ những người đàn ông có liên hệ với ông chủ của Stompanato, Mickey Cohen.
Năm 1959, Connery đảm nhận vai chính trong bộ phim Darby O'Gill and the Little People (1959) của Walt Disney Productions của Robert Stevenson cùng với Albert Sharpe, Janet Munro và Jimmy O'Dea. Bộ phim là câu chuyện về một người Ireland gian xảo và cuộc chiến đấu trí của anh ta với yêu tinh. Khi bộ phim ra mắt ban đầu, AH Weiler của The New York Times đã khen ngợi dàn diễn viên (cứu Connery mà anh ấy mô tả là "chỉ cao, đen và đẹp trai ") và cho rằng bộ phim là một "sự kết hợp quá sức quyến rũ của những câu chuyện cao siêu Gaelic tiêu chuẩn, giả tưởng và lãng mạn. "  Ông cũng có những vai diễn truyền hình nổi bật trong các tác phẩm Adventure Story năm 1961 của Rudolph Cartier và Anna Karenina cho Đài truyền hình BBC, tại phim Anna Karenina ông đóng chung với Claire Bloom.

### James Bond: 1962–1971, 1983

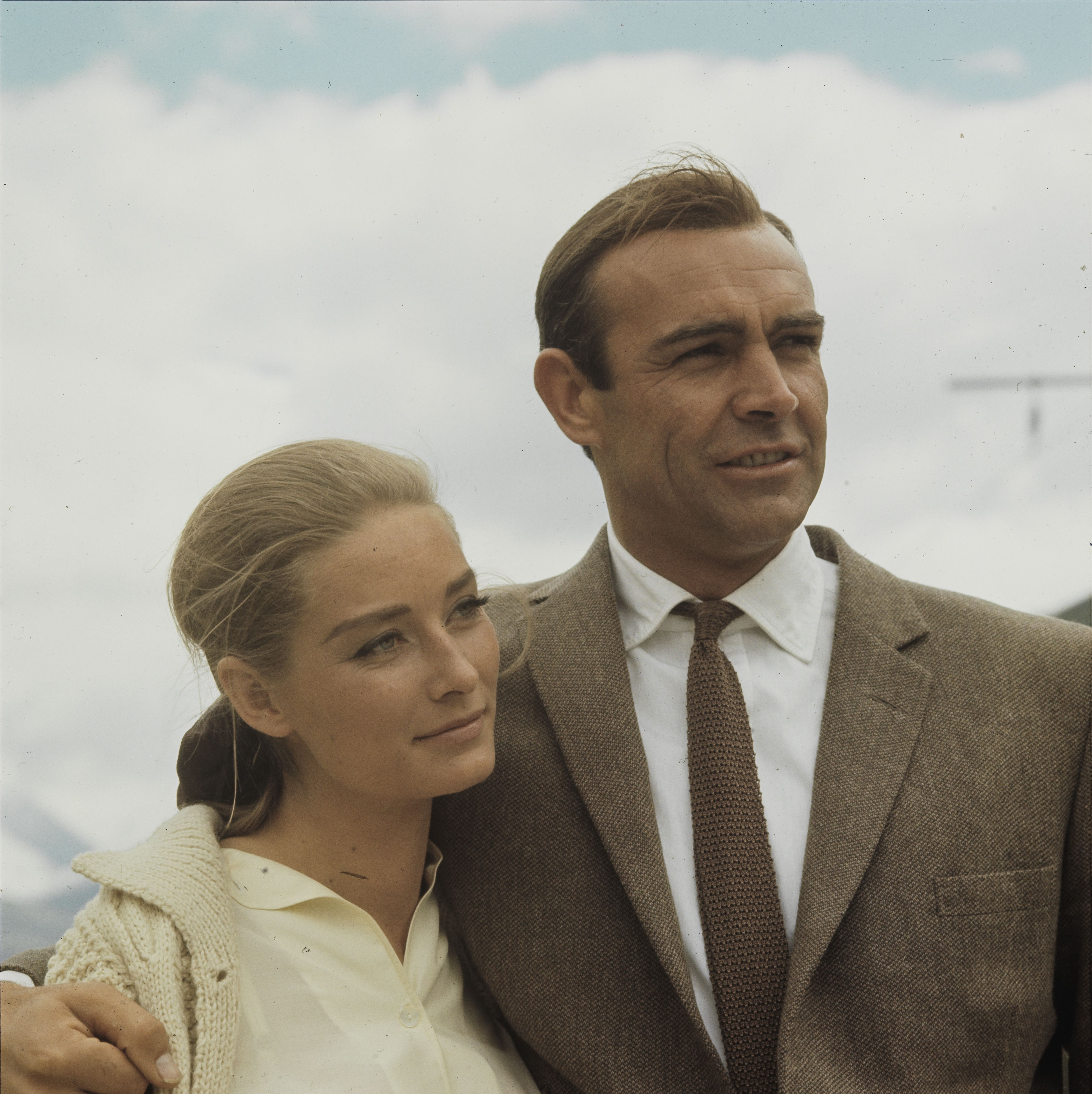
Connery trong vai Bond (với bạn diễn Tania Mallet) trong quá trình quay phim Goldfinger năm 1964

Bước đột phá của Connery đến với vai điệp viên James Bond của Anh. Ông không muốn tham gia một loạt phim, nhưng ông hiểu rằng nếu bộ phim thành công, sự nghiệp của mình sẽ được hưởng lợi rất nhiều. Connery đóng vai 007 trong năm bộ phim Bond đầu tiên: Dr. No (1962), From Russia with Love (1963), Goldfinger (1964), Thunderball (1965), và You Only Live Twice (1967) - sau đó xuất hiện trở lại với vai Bond trong Diamonds Are Forever (1971) và Never Say Never Again (1983). Cả bảy bộ phim đều thành công về mặt thương mại. James Bond, do Connery thể hiện, đã được Viện phim Mỹ chọn là anh hùng vĩ đại thứ ba trong lịch sử điện ảnh.
Việc Connery được lựa chọn cho vai James Bond phần lớn do công của Dana Broccoli, vợ của nhà sản xuất Albert "Cubby" Broccoli, người được cho là có công trong việc thuyết phục chồng cô rằng Connery là người phù hợp. Người tạo ra James Bond, Ian Fleming, ban đầu nghi ngờ việc chọn Connery, nói rằng, "Anh ấy không giống như những gì tôi hình dung về ngoại hình của James Bond", và "Tôi đang tìm Chỉ huy Bond chứ không phải một diễn viên đóng thế quá cao lớn", thêm rằng Connery (6 '2" và là người Scotland) chưa được tinh chế. Bạn gái của Fleming là Blanche Blackwell nói với anh rằng Connery có sức hấp dẫn tình dục cần thiết, và Fleming đã thay đổi quyết định sau buổi ra mắt thành công của Dr. No. Fleming rất ấn tượng đến nỗi ông đã viết các chi tiết cuộc đời của Connery vào nhân vật. Trong cuốn tiểu thuyết You Only Live Twice năm 1964, Fleming viết rằng cha của Bond là người Scotland và đến từ Glencoe ở Cao nguyên Scotland.

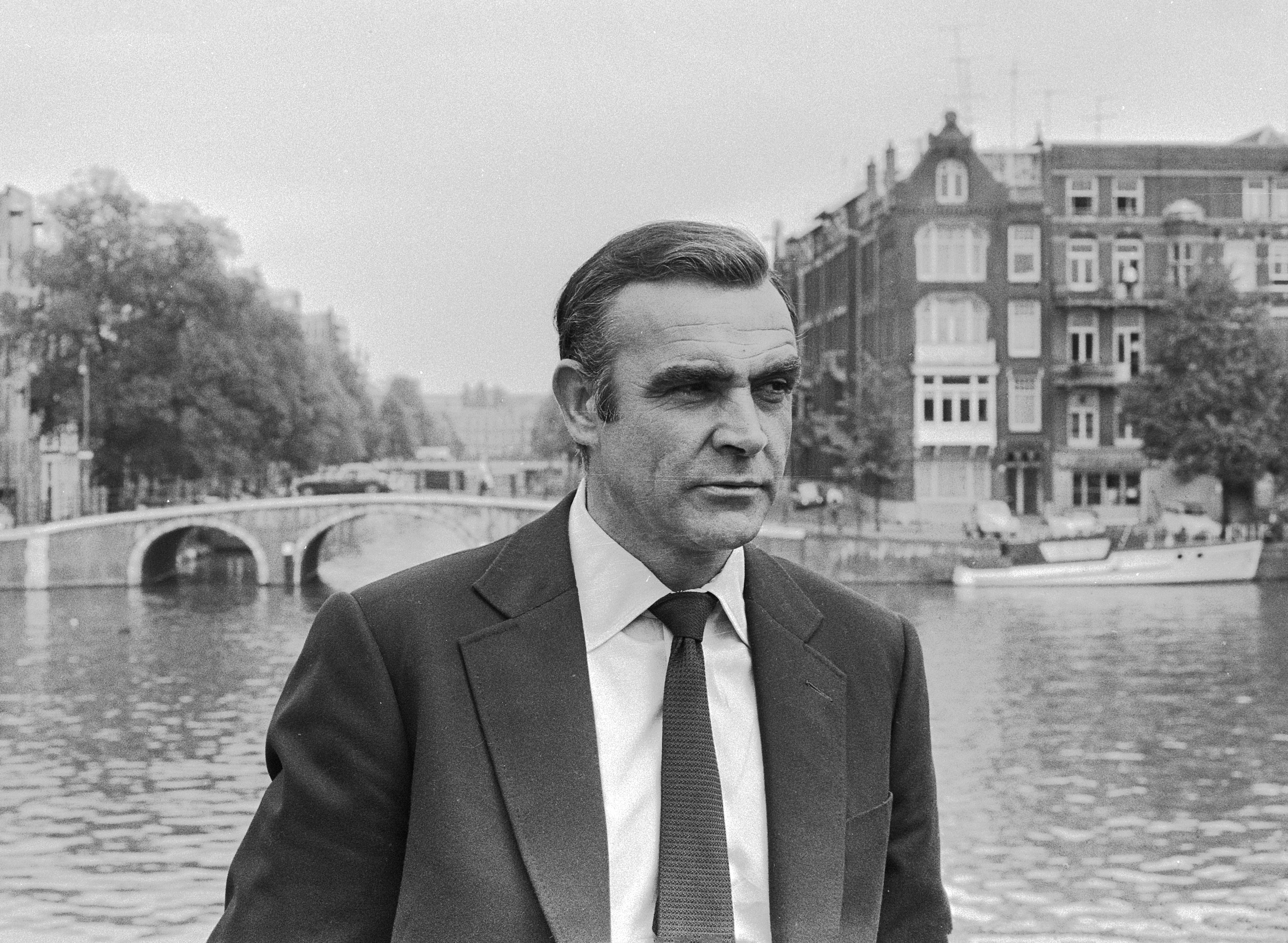
Connery trong quá trình quay phim Diamonds Are Forever vào năm 1971

Vai diễn Bond của Connery nhờ rất nhiều vào sự dạy dỗ về phong cách của đạo diễn Terence Young, điều này đã giúp đánh bóng ông trong khi sử dụng sự duyên dáng và sự hiện diện của ông trong các pha hành động. Lois Maxwell, người đóng vai Miss Moneypenny, kể lại rằng "Terence đã chăm bẵm Sean. Anh đưa Sean đi ăn tối, chỉ cho anh ta cách đi lại, cách nói chuyện, thậm chí cả cách ăn uống."  Việc dạy dỗ này đã thành công; Connery đã nhận được hàng nghìn lá thư của người hâm mộ mỗi tuần sau khi Dr. No ra mắt, và ông đã trở thành một biểu tượng tình dục chính trong phim.
Trong quá trình quay Thunderball vào năm 1965, mạng sống của Connery gặp nguy hiểm trong cảnh quay với những con cá mập trong hồ bơi của Emilio Largo. Connery đã lo lắng về mối đe dọa này khi anh đọc kịch bản. Connery khăng khăng yêu cầu Ken Adam xây một vách ngăn Plexiglas đặc biệt bên trong hồ bơi, nhưng đây không phải là cấu trúc cố định và một trong những con cá mập đã vượt qua được vách ngăn. Ông đã buộc phải bỏ chạy khỏi hồ bơi ngay lập tức.

### Các vai diễn khác

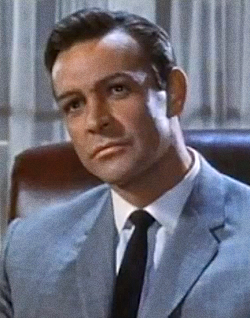
Connery đóng vai chính trong Marnie của Alfred Hitchcock (1964).

Mặc dù Bond đã khiến ông trở thành ngôi sao, Connery đã cảm thấy mệt mỏi với vai diễn này và áp lực mà nhượng quyền thương mại đặt lên bản thân, nói rằng "[Tôi] chán ngấy ở đây với toàn bộ những gì liên quan đến Bond" và "Tôi luôn ghét điều đó. James Bond. Tôi muốn giết anh ta. " Michael Caine nói về tình huống này, "Nếu bạn là bạn của ông ấy trong những ngày đầu tiên, bạn đã không đề cao chủ đề về Bond. Connery đã và đang là một diễn viên giỏi hơn nhiều so với việc chỉ đóng vai James Bond, nhưng ông ấy đã trở thành đồng nghĩa với Bond. Khi Connery sẽ đi bộ xuống phố và mọi người sẽ nói, "Nhìn kìa, đây là James Bond." Điều đó đặc biệt khiến ông ấy khó chịu. "
Trong khi thực hiện các bộ phim Bond, Connery cũng đóng vai chính trong các bộ phim khác như Marnie của Alfred Hitchcock (1964) và Sidney The Hill của Lumet (1965). Trong Marnie, Connery đóng cùng Tippi Hedren. Connery đã nói rằng ông muốn làm việc với Hitchcock, và Eon đã sắp xếp thông qua các mối liên hệ của họ. Connery cũng khiến nhiều người kinh ngạc khi yêu cầu được xem kịch bản; điều mà Connery đã làm bởi vì ông lo lắng về việc bị định hình như một điệp viên và anh ta không muốn làm một biến thể của North by Northwest hoặc Notorious. Khi được đại diện của Hitchcock cho biết rằng Cary Grant không yêu cầu xem dù chỉ một trong các kịch bản của Hitchcock, Connery đã trả lời: "Tôi không phải Cary Grant." Hitchcock và Connery đã rất hợp nhau trong quá trình quay phim. Connery cũng cho biết ông rất hài lòng với bộ phim "với sự dè dặt nhất định". Trong The Hill, Connery muốn đóng một vai gì đó không liên quan đến Bond, và sử dụng đòn bẩy của mình như một ngôi sao để đóng vai chính trong phim. Mặc dù bộ phim không thành công về mặt tài chính, nhưng nó là một bộ phim được khen ngợi, ra mắt tại Liên hoan phim Cannes với giải Kịch bản hay nhất.

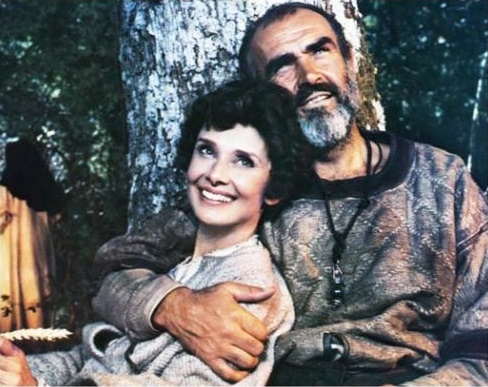
Audrey Hepburn và Connery trong Robin và Marian (1976)

Đã đóng vai Bond sáu lần, Connery nổi tiếng toàn cầu đến mức ông đã chia sẻ Giải Quả cầu vàng Henrietta với Charles Bronson cho "Nam chính được yêu thích nhất trong phim" vào năm 1972. Ông xuất hiện trong John Huston's The Man Who Will Be King (1975) cùng với Michael Caine. Vào vai hai cựu binh sĩ Ông đã tự đặt mình làm Vua ở Kafiristan, cả hai diễn viên đều coi đây là bộ phim yêu thích của họ. Cùng năm, ông xuất hiện trong The Wind and the Lion đối diện với Candice Bergen, người đóng vai Eden Pedecaris (dựa trên sự kiện Perdicaris ngoài đời thực), và năm 1976 đóng vai Robin Hood trong Robin and Marian, nơi ông đóng vai chính đối diện Audrey Hepburn, người đóng vai Maid Marian. Nhà phê bình phim Roger Ebert, người đã ca ngợi diễn xuất kép của Connery và Caine trong The Man Who Will Be King, đã ca ngợi sự ăn ý giữa Connery với Hepburn, viết: "Connery và Hepburn dường như đã hiểu nhau ngầm về các nhân vật của họ. Họ tỏa sáng. Họ thực sự có vẻ yêu nhau. "
Trong những năm 1970, Connery là một phần của dàn diễn viên chính trong các bộ phim như Murder on the Orient Express (1974) với Vanessa Redgrave và John Gielgud, và A Bridge Too Far (1977) đóng chung với Dirk Bogarde và Laurence Olivier. Năm 1981, Connery xuất hiện trong bộ phim Kẻ cướp thời gian với vai Agamemnon. Sự lựa chọn diễn viên bắt nguồn từ một trò đùa mà Michael Palin đưa vào kịch bản, trong đó ông mô tả nhân vật tháo mặt nạ của mình là "Sean Connery –  hoặc người có tầm vóc tương đương nhưng rẻ hơn ". Khi được cho xem kịch bản, Connery rất vui khi được đóng vai phụ. Năm 1982, Connery dẫn phim G'olé!, bộ phim chính thức của FIFA World Cup 1982.

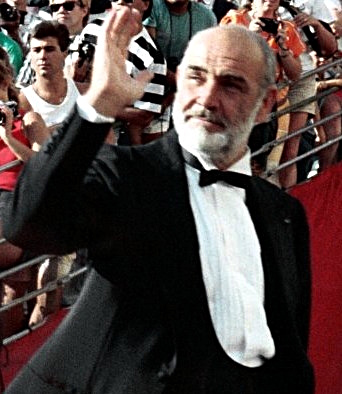
Connery tại Lễ trao giải Oscar năm 1988

Connery đồng ý đóng lại Bond với vai một điệp viên 007 già nua trong Never Say Never Again, phát hành vào tháng 10 năm 1983. Tiêu đề này do vợ ông gợi ý, đề cập đến tuyên bố trước đó của Connery rằng ông sẽ "không bao giờ trở lại" vai diễn này. Mặc dù bộ phim đạt thành tích tốt tại phòng vé, nhưng nó lại gặp phải nhiều vấn đề trong khâu sản xuất: mâu thuẫn giữa đạo diễn và nhà sản xuất, vấn đề tài chính, nỗ lực của những người quản lý bất động sản Fleming để dừng bộ phim và cổ tay của Connery bị cắt bởi biên đạo múa Steven Seagal. Kết quả của những trải nghiệm tiêu cực trong quá trình quay phim, Connery trở nên không hài lòng với các hãng phim lớn và không làm bất kỳ bộ phim nào trong hai năm. Sau bộ phim thành công ở châu Âu The Name of the Rose (1986), mà anh đã giành được Giải BAFTA cho Nam diễn viên chính xuất sắc nhất, mối quan tâm của Connery đối với các tài liệu thương mại hơn đã được hồi sinh. Cùng năm đó, một vai phụ trong Highlander đã cho thấy khả năng đóng vai những người cố vấn lớn tuổi hơn cho những vai chính trẻ hơn, điều này đã trở thành một vai định kỳ trong nhiều bộ phim sau này của ông.
Năm 1987, Connery đóng vai chính trong bộ phim The Untouchables của Brian De Palma, với vai một cảnh sát ương ngạnh người Mỹ gốc Ireland cùng với Eliot Ness của Kevin Costner. Phim còn có sự tham gia của Charles Martin Smith, Patricia Clarkson, Andy Garcia, và Robert De Niro trong vai Al Capone. Bộ phim là một thành công phòng vé và phê bình. Nhiều nhà phê bình khen ngợi Connery về màn trình diễn của anh ấy, bao gồm cả Roger Ebert, người đã viết, "Màn trình diễn hay nhất trong phim là Connery... [ông] đã mang yếu tố con người vào nhân vật của mình; ông dường như đã có một sự tồn tại ngoài các truyền thuyết về Untouchables, và khi Connery xuất hiện trên màn hình chúng ta có thể tin rằng, một thời gian ngắn, rằng thời đại cấm rượu là nơi sinh sống của người dân, chứ không phải tranh biếm hoạ."  Với màn trình diễn của mình, Connery đã nhận được Giải Oscar cho Nam diễn viên phụ xuất sắc nhất.
Connery đóng vai chính trong Indiana Jones and the Last Crusade (1989) của Steven Spielberg, đóng vai Henry Jones, Sr., cha của nhân vật chính, và nhận được các đề cử giải BAFTA và Quả cầu vàng. Harrison Ford cho biết những đóng góp của Connery ở giai đoạn viết kịch bản đã nâng cao bộ phim. "Thật ngạc nhiên đối với tôi khi anh ấy đã nhập tâm vào kịch bản và khai thác các cơ hội cho nhân vật. Những đề xuất của ông ấy với George [Lucas] ở giai đoạn viết thực sự đã mang lại cho nhân vật và bức tranh sự phức tạp và giá trị hơn rất nhiều so với kịch bản gốc. " Các thành công phòng vé tiếp theo của ông bao gồm The Hunt for Red October (1990), The Russia House (1990), The Rock (1996) và Entrapment (1999). Năm 1996, ông lồng tiếng cho vai rồng Draco trong bộ phim Dragonheart. Ông cũng xuất hiện trong một vai khách mời ngắn ngủi với vai Vua Richard the Lionheart ở cuối Robin Hood: Prince of Thieves (1991). Năm 1998, Connery nhận được giải BAFTA, một giải thưởng thành tựu trọn đời của Học viện Nghệ thuật Điện ảnh và Truyền hình Anh.
Các bộ phim sau này của Connery đã gây thất vọng lớn về doanh thu phòng vé và giới phê bình như First Knight (1995), Just Cause (1995), The Avengers (1998), và The League of Extra Extra Gentlemen (2003); tuy nhiên, ông đã nhận được những đánh giá tích cực cho màn trình diễn của mình trong Finding Forrester (2000). Ông cũng nhận được Quả cầu pha lê vì đóng góp nghệ thuật xuất sắc cho nền điện ảnh thế giới. Trong một cuộc thăm dò ở Vương quốc Anh năm 2003 do Channel 4 Connery thực hiện, người đứng thứ tám trong danh sách 100 ngôi sao điện ảnh vĩ đại nhất của họ. Thất bại của LThe League of Extraordinary Gentlemen đặc biệt khiến Connery thất vọng. Trong quá trình quay, ông cảm thấy việc sản xuất đang "đi chệch hướng", ông tuyên bố rằng đạo diễn, Stephen Norrington nên "bị nhốt vì mất trí", và đã dành nhiều nỗ lực để cố gắng cứu vãn bộ phim thông qua quá trình chỉnh sửa, cuối cùng quyết định nghỉ việc đóng phim thay vì trải qua căng thẳng như vậy một lần nữa.
Connery đã được mời đóng vai Gandalf trong loạt phim Chúa tể của những chiếc nhẫn nhưng đã từ chối vì cho rằng ông không hiểu kịch bản. Connery được cho là đã được chào giá 30 triệu USD cùng với 15% doanh thu phòng vé trên toàn thế giới cho vai diễn này, - nếu ông chấp nhận - thì sẽ kiếm được 450 triệu USD. Connery cũng từ chối cơ hội xuất hiện với tư cách là Kiến trúc sư trong bộ ba phim The Matrix vì lý do tương tự. Sự thất vọng của Connery với "những kẻ ngốc đang làm phim ở Hollywood " được cho là lý do cho quyết định cuối cùng của ông là từ giã công việc đóng phim. Năm 2005, anh ghi âm phần lồng tiếng cho phiên bản trò chơi điện tử mới của bộ phim Bond From Russia with Love. Trong một cuộc phỏng vấn trên đĩa game, Connery nói rằng ông rất vui khi nhà sản xuất của trò chơi (EA Games) đã tiếp cận ông mời lồng tiếng cho Bond. Công ty đã ghi lại giọng ông nhân viên Terry Manning ở Bahamas thực hiện, cũng như vẻ ngoài của ông và của một số diễn viên phụ của phim.

### Nghỉ hưu
Khi Connery nhận được Giải thưởng Thành tựu trọn đời của Viện phim Mỹ vào ngày 8 Tháng 6 năm 2006, ông xác nhận từ giã sự nghiệp diễn xuất. Trên 7 Tháng 6 năm 2007, Connery phủ nhận tin đồn rằng ông sẽ xuất hiện trong bộ phim Indiana Jones thứ tư, nói rằng "giải nghệ là rất vui vẻ."  Vào năm 2010, một tác phẩm điêu khắc tượng bán thân bằng đồng của Connery đã được đặt ở Tallinn, Estonia, bên ngoài Câu lạc bộ người Scotland, có thành viên bao gồm những người Scotland Scotland gốc Estonia và một số người Scotland xa xứ. Connery sau một thời gian ngắn nghỉ hưu vào năm 2012 bằng cách lồng tiếng cho nhân vật tiêu đề trong bộ phim hoạt hình Scotland Sir Billi the Vet. Connery từng là nhà sản xuất điều hành cho phiên bản 80 phút mở rộng.

## Đời tư

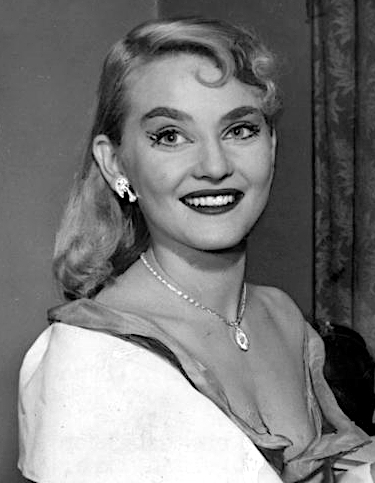
Người vợ đầu tiên của Connery, Diane Cilento, 1954

Trong quá trình sản xuất South Pacific vào giữa những năm 1950, Connery đã hẹn hò với một "người đẹp tóc đen với hình dáng của một nữ diễn viên ba lê" người Do Thái, Carol Sopel, nhưng bị gia đình cảnh cáo. Sau đó ông hẹn hò với Julie Hamilton, con gái của nhà làm phim tài liệu và nhà nữ quyền Jill Craigie. Với vẻ ngoài gồ ghề và vẻ quyến rũ thô ráp của Connery, Hamilton ban đầu nghĩ anh ta là một người kinh khủng và không bị thu hút bởi anh ta cho đến khi cô nhìn thấy anh ta xuống một kg, tuyên bố anh ta là điều đẹp nhất mà cô từng thấy trong đời. Ông cũng có tình cảm với ca sĩ nhạc jazz Maxine Daniels, người mà ông gặp tại Nhà hát Empire. Connery đã tán cô, nhưng cô nói với anh rằng cô đã kết hôn hạnh phúc với một cô con gái.
Connery đã kết hôn với nữ diễn viên Diane Cilento từ năm 1962 đến năm 1973, mặc dù họ đã ly thân vào năm 1971. Họ có một con trai, nam diễn viên Jason Connery. Trong khi họ sống ly thân, Connery đã hẹn hò với Jill St. John, Lana Wood, Carole Mallory, và Magda Konopka. Trong cuốn tự truyện năm 2006 của mình, Cilento cáo buộc rằng Connery đã lạm dụng bà về tinh thần và thể chất trong mối quan hệ của họ. Connery đã hủy bỏ sự xuất hiện tại Quốc hội Scotland vào năm 2006 vì tranh cãi về việc ông bị cáo buộc ủng hộ lạm dụng phụ nữ; ông phủ nhận những tuyên bố mà ông nói với tạp chí Playboy vào năm 1965: "Tôi không nghĩ rằng có gì đặc biệt sai khi đánh một phụ nữ, mặc dù tôi không khuyên bạn làm điều đó giống như cách bạn đánh một người đàn ông", và cũng được báo đã tuyên bố với Vanity Fair vào năm 1993, "Có những phụ nữ đưa đẩy đàn ông đến tận cùng. Đó là những gì họ đang tìm kiếm, cuộc đối đầu cuối cùng. Họ muốn một cú đánh. " Đáp lại, Connery tuyên bố, "Tôi không tin rằng bất kỳ mức độ lạm dụng phụ nữ nào cũng được chứng minh trong bất kỳ hoàn cảnh nào".

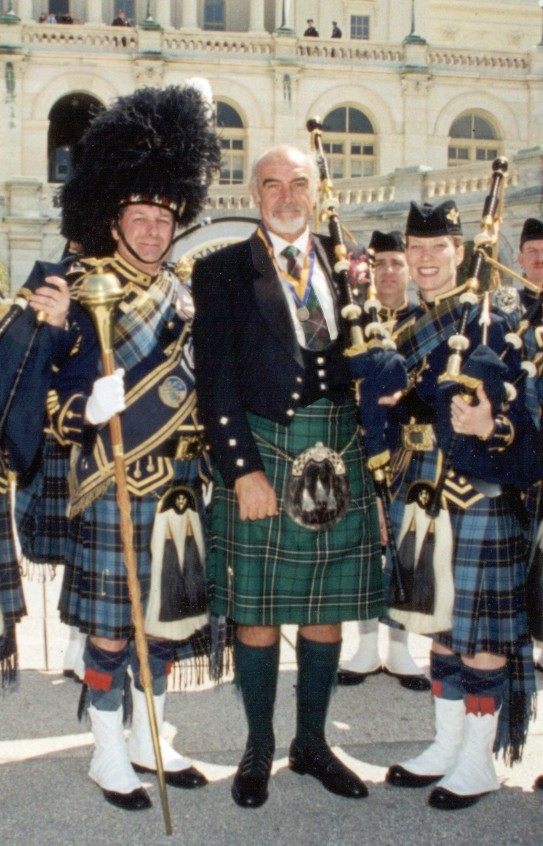
Connery tại một lễ kỷ niệm Ngày Tartan ở Washington, DC Khi được Nữ vương Elizabeth II phong tước hiệp sĩ vào năm 2000, ông mặc một chiếc kilt màu xanh lá cây và đen với tartan của gia tộc MacLeod phía mẹ mình.

Connery đã kết hôn với họa sĩ người Pháp gốc Maroc Micheline Roquebrune (sinh năm 1929) từ năm 1975 cho đến khi ông qua đời. Cuộc hôn nhân tồn tại sau một cuộc tình được ghi chép rõ ràng mà Connery có vào cuối những năm 1980 với ca sĩ kiêm nhạc sĩ Lynsey de Paul.
Là một người chơi golf giỏi, Connery sở hữu Domaine de Terre Blanche  ở miền Nam nước Pháp trong hai mươi năm (từ năm 1979), nơi ông dự định xây dựng sân gôn mơ ước của mình trên 266 mẫu Anh (108 ha) đất; giấc mơ đã thành hiện thực khi ông bán nó cho tỷ phú người Đức Dietmar Hopp vào năm 1999. Ông đã được trao tặng một cấp bậc danh dự Shodan (1 đẳng) trong Kyokushin karate. Connery chuyển đến Bahamas vào những năm 1990. Ông sở hữu một biệt thự ở Lyford Cay trên New Providence.
Connery được Nữ vương Elizabeth II phong tước hiệp sĩ trong buổi lễ tấn phong tại Cung điện Holyrood ở Edinburgh vào ngày 5 Tháng 7 năm 2000. Ông đã được đề cử phong tước hiệp sĩ vào năm 1997 và 1998, nhưng những đề cử này được cho là đã bị Donald Dewar phủ quyết do quan điểm chính trị của Connery.   Connery có một biệt thự ở Kranidi, Hy Lạp. Hàng xóm của ông là Vua Willem-Alexander của Hà Lan, người mà ông đã chia sẻ một sân bay trực thăng. Michael Caine (người đóng chung với Connery trong The Man Who Will Be King năm 1975) là một trong những người bạn thân nhất của Connery. Connery là một cổ động viên của câu lạc bộ bóng đá Scotland Rangers FC .

### Quan điểm chính trị
Connery là thành viên của Đảng Quốc gia Scotland (SNP), một đảng chính trị trung tả vận động cho sự độc lập của Scotland khỏi Vương quốc Anh, và hỗ trợ đảng này về mặt tài chính và thông qua những lần xuất hiện cá nhân. Việc tài trợ cho SNP của ông đã chấm dứt vào năm 2001, khi Quốc hội Vương quốc Anh thông qua luật cấm tài trợ ở nước ngoài cho các hoạt động chính trị ở Vương quốc Anh.

### Tình trạng thuế
Để đối phó với những cáo buộc rằng anh ta trốn thuế, Connery đã công bố tài liệu vào năm 2003 cho thấy ông đã trả 3,7 bảng Anh triệu tiền thuế của Vương quốc Anh từ năm 1997 đến 1998 và từ năm 2002 đến năm 2003; các nhà phê bình chỉ ra rằng nếu ông liên tục cư trú tại Vương quốc Anh vì mục đích thuế, mức thuế của anh ta sẽ cao hơn nhiều. Trước cuộc trưng cầu dân ý về độc lập của Scotland năm 2014, Neil, anh trai của Connery, nói rằng Connery sẽ không đến Scotland để tập hợp những người ủng hộ độc lập, vì tình trạng lưu vong về thuế của Connery đã hạn chế đáng kể số ngày ông có thể ở trong nước.
Sau khi Connery bán biệt thự Marbella của mình vào năm 1999, nhà chức trách Tây Ban Nha đã mở một cuộc điều tra trốn thuế, cáo buộc rằng kho bạc Tây Ban Nha đã bị lừa đảo 5,5 triệu bảng Anh. Connery sau đó đã bị các quan chức xóa tội, nhưng vợ của ông và 16 người khác bị buộc tội cố gắng lừa đảo ngân khố Tây Ban Nha.

## Qua đời
Connery qua đời trong giấc ngủ vào ngày 31 tháng 10 năm 2020, ở tuổi 90, tại nhà riêng ở cộng đồng Lyford Cay của Nassau ở Bahamas. Cái chết của ông đã được thông báo bởi gia đình ông và Eon Productions, con trai ông Jason nói rằng nam diễn viên "đã không được khỏe trong một thời gian."  Một ngày sau, Micheline Roquebrune, vợ của Connery, tiết lộ rằng ông đã bị chứng mất trí nhớ trong những năm cuối đời.
Sau khi thông báo về cái chết của Connery, một số bạn diễn và nhân vật trong làng giải trí đã bày tỏ lòng kính trọng đối với Connery, bao gồm Sam Neill, Nicolas Cage, Robert De Niro, Tippi Hedren, Alec Baldwin, Hugh Jackman, George Lucas, Shirley Bassey, Kevin Costner, Catherine Zeta-Jones, Barbra Streisand, Gerard Butler, Arnold Schwarzenegger, John Cleese, các cựu diễn viên vào vai Bond George Lazenby, Timothy Dalton, Pierce Brosnan, và diễn viên Bond hiện tại là Daniel Craig. Michael Caine, người bạn lâu năm của Connery đã gọi ông là "một ngôi sao vĩ đại, một diễn viên xuất sắc và một người bạn tuyệt vời." Các nhà sản xuất James Bond, Michael G. Wilson và Barbara Broccoli đã đưa ra một tuyên bố rằng:
"Ông đã thay đổi thế giới khi khắc họa được sự cứng rắn và thông minh cũng như nét quyến rũ và lịch lãm của một điệp viên mật. Không nghi ngờ gì nữa khi nói ông ấy là bảo chứng cho thành công của chuỗi phim và chúng tôi sẽ luôn biết ơn ông ấy vì điều này"

## Danh sách vai diễn
| Năm  | Phim                                  | Vai diễn                                 | Ghi chú |
| ---- | ------------------------------------- | ---------------------------------------- | --- |
| 1954 | Lilacs in the Spring                  | Vai quần chúng                           | không được ghi nhận |
| 1957 | No Road Back                          | Spike                                    | |
| 1957 | Hell Drivers                          | Johnny Kates                             | |
| 1957 | Action of the Tiger                   | Mike                                     | |
| 1957 | Time Lock                             | Thợ hàn Số 2                             | |
| 1958 | Another Time, Another Place           | Mark Trevor                              | |
| 1958 | A Night to Remember                   | Thủy thủ trên tàu RMS Titanic            | không được ghi nhận |
| 1959 | Darby O'Gill and the Little People    | Michael McBride                          | |
| 1959 | Tarzan's Greatest Adventure           | O'Bannion                                | |
| 1961 | On the Fiddle                         | Pedlar Pascoe                            | |
| 1961 | The Frightened City                   | Paddy Damion                             | |
| 1962 | The Longest Day                       | Pte. Flanagan                            | |
| 1962 | Dr. No                                | James Bond                               | |
| 1963 | From Russia with Love                 | James Bond                               | |
| 1964 | Marnie                                | Mark Rutland                             | |
| 1964 | Woman of Straw                        | Anthony Richmond                         | |
| 1964 | Goldfinger                            | James Bond                               | |
| 1965 | The Hill                              | Trooper Joe Roberts                      | |
| 1965 | Thunderball                           | James Bond                               | |
| 1966 | Un monde nouveau                      | Chính mình                               | (cameo) |
| 1966 | A Fine Madness                        | Samson Shillitoe                         | |
| 1967 | You Only Live Twice                   | James Bond                               | |
| 1967 | The Bowler and the Bunnet             | Chính mình                               | (Đạo diễn) |
| 1968 | Shalako                               | Moses Zebulon 'Shalako' Carlin           | |
| 1970 | The Molly Maguires                    | Jack Kehoe                               | |
| 1971 | The Red Tent                          | Roald Amundsen                           | |
| 1971 | The Anderson Tapes                    | John Anderson                            | |
| 1971 | Diamonds Are Forever                  | James Bond                               | |
| 1972 | España campo de golf                  | Chính mình                               | (phim ngắn) |
| 1973 | The Offence                           | Detective Sergeant Johnson               | |
| 1974 | Zardoz                                | Zed                                      | |
| 1974 | Murder on the Orient Express          | Colonel Arbuthnot                        | |
| 1975 | Ransom                                | Nils Tahlvik                             | |
| 1975 | The Dream Factory                     | Chính mình                               | (Phim tài liệu) |
| 1975 | The Wind and the Lion                 | Mulay Achmed Mohammed el-Raisuli Diệu kỳ | |
| 1975 | The Man Who Would Be King             | Daniel Dravot                            | |
| 1976 | Robin and Marian                      | Robin Hood                               | |
| 1976 | The Next Man                          | Khalil Abdul-Muhsen                      | |
| 1977 | A Bridge Too Far                      | Thiếu tướng Roy Urquhart                 | |
| 1979 | The First Great Train Robbery         | Edward Pierce/John Simms/Geoffrey        | |
| 1979 | Meteor                                | Dr. Paul Bradley                         | |
| 1979 | Cuba                                  | Maj. Robert Dapes                        | |
| 1981 | Outland                               | Marshal William T. O'Niel                | Được đề cử cho giải Nam diễn viên chính suất xắc nhất ở Saturn Award |
| 1981 | Time Bandits                          | Vua Agamemnon/Fireman                    | |
| 1982 | G'olé!                                | Giọng dẫn chuyện                         | (Phim tài liệu) |
| 1982 | Five Days One Summer                  | Douglas Meredith                         | |
| 1982 | Wrong Is Right                        | Patrick Hale                             | |
| 1983 | Sean Connery's Edinburgh              | Chính mình                               | (Phim ngắn) |
| 1983 | Never Say Never Again                 | James Bond                               | |
| 1984 | Sword of the Valiant                  | The Green Knight                         | |
| 1986 | Highlander                            | Juan Sanchez Villa-Lobos Ramirez         | |
| 1986 | The Name of the Rose                  | William of Baskerville                   | Giải Nam diễn viên chính xuất sắc nhất ở BAFTA Award |
| 1987 | The Untouchables                      | Jim Malone                               | - Giải Oscar cho nam diễn viên phụ xuất sắc nhất - Giải nam diễn viên phụ xuất sắc nhất ở Golden Globe Award - Hạng mục Điện ảnh - NBR Giải Nam diễn viên phụ xuất sắc nhất - KCFCC Giải Nam diễn viên phụ xuất sắc nhất - Đề cử— Giải Nam diễn viên phụ xuất sắc nhất BAFTA |
| 1988 | The Presidio                          | Thiếu úy Alan Caldwell                   | |
| 1988 | Memories of Me                        | Chính minh                               | cameo |
| 1989 | Indiana Jones and the Last Crusade    | Giáo sư Henry Jones Senior               | - Đề cử Giải — Nam diễn viên phụ xuất sắc nhất giải Quả cầu Vàng - Hạng mục Điện Ảnh - Đề cử giải — Nam diễn viên chính xuất sắc nhất giải BAFTA |
| 1989 | Family Business                       | Jessie McMullen                          | |
| 1990 | The Hunt for Red October              | Đại úy Marko Ramius                      | Đề cử giải — Nam diễn viên chính xuất sắc nhất giải BAFTA |
| 1990 | The Russia House                      | Bartholomew 'Barley' Scott Blair         | |
| 1991 | Highlander II: The Quickening         | Juan Sanchez Villa-Lobos Ramirez         | |
| 1991 | Robin Hood: Prince of Thieves         | Vua Richard I                            | (cameo) |
| 1992 | Medicine Man                          | Dr. Robert Campbell                      | |
| 1993 | Rising Sun                            | Đại úy John Connor                       | (đồng thời là Nhà sản xuất) |
| 1994 | A Good Man in Africa                  | Dr. Alex Murray                          | |
| 1995 | Just Cause                            | Paul Armstrong                           | (đồng thời là Nhà sản xuất) |
| 1995 | First Knight                          | Vua Arthur                               | |
| 1996 | Dragonheart                           | Draco                                    | (Lồng tiếng) |
| 1996 | The Rock                              | Đại úy John Patrick Mason (Ret.)         | (đồng thời là Nhà sản xuất) |
| 1998 | The Avengers                          | Sir August de Wynter                     | |
| 1998 | Playing by Heart                      | Paul                                     | |
| 1999 | Entrapment                            | Robert MacDougal                         | (đồng thời là Nhà sản xuất) |
| 2000 | Finding Forrester                     | William Forrester                        | |
| 2003 | The League of Extraordinary Gentlemen | Allan Quatermain                         | (đồng thời là Nhà sản xuất) |
| 2005 | 007: From Russia with Love            | James Bond                               | (Lồng tiếng cho game) |
| 2012 | Sir Billi                             | Sir Billi                                | (Lồng tiếng cho phim hoạt hình) |

## Bibliography
- Yule, Andrew (1992), Sean Connery:Neither Shaken Nor Stirred, Sphere